# System
 For alternative betydninger, se System (flertydig). (Se også artikler, som begynder med System)
 Der er for få eller ingen kildehenvisninger i denne artikel, hvilket er et problem. Du kan hjælpe ved at angive troværdige kilder til de påstande, som fremføres i artiklen.

System (fra Latin systēma, som igen kommer fra Græsk σύστημα systēma, "helhed sammensat af flere dele eller medlemmer, system", bogstaveligt "sammensætning") er en mængde af interagerende eller gensidigt afhængige systemkomponenter der udgør et samlet hele.
Begrebet af et "samlet hele" kan også angives i termer af et system favnende en mængde af relationer, der adskiller sig fra mængden af relationer til andre elementer, og fra relationer mellem et element af mængden og elementer som ikke er en del af det relationelle regime.
Et system er neutralt set noget funktionelt som kan benyttes igen og igen i forhold til bestemte opgaver.
Begrebet system anvendes bl.a. inden for naturvidenskab, samfundsvidenskab og humaniora. De videnskabelige forskningsfelter, som er engageret i undersøgelse af de generelle systemers egenskaber omfatter systemteori, cybernetik, dynamiske systemer, termodynamik og komplekse systemer.
De fleste systemer deler fælles karaktertræk, bl.a.:
- Systemer har struktur, defineret ved komponenter og deres sammensætning;
- Systemer har opførsel, som omfatter input, processering og output (materiale, energi, information eller data)
- Systemer har indre sammenhæng: De forskellige systemdele har funktionel såvel som strukturelle relationer mellem hinanden.
- Systemer kan have nogle funktioner eller grupper af funktioner

Termen system kan også henføre til en mængde af regler som forvalter struktur og/eller opførsel.

## Eksempler
Som eksempel på systemer kan nævnes det periodiske system og det politiske system.